# Wapen van Katwoude

Het wapen van Katwoude

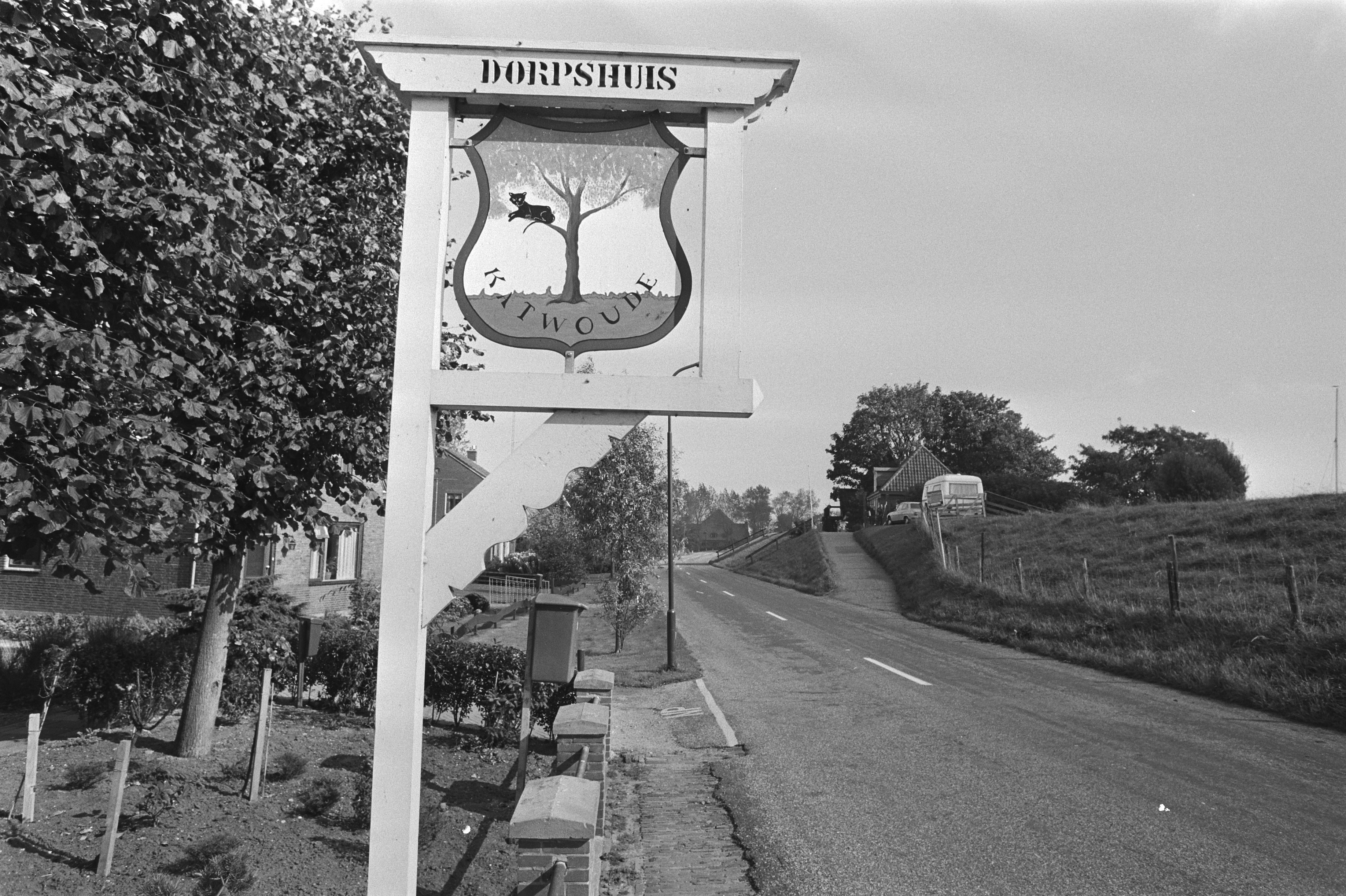
Gemeentewapen van Katwoude bij dorpshuis (1981)

Het wapen van Katwoude is nooit officieel aan de Noord-Hollandse gemeente Katwoude toegekend. De gemeente Katwoude gebruikte het wapen echter wel. De gemeente ontstond op 1 mei 1817 uit de gemeente Monnickendam en ging in 1991 op in de gemeente Waterland. Hierna is het wapen buiten gebruik geraakt.

## Blazoenering
Hoewel niet officieel, zou de blazoenering van het wapen als volgt kunnen luiden:
Van zilver, beladen met een boom staande op een grond alles van sinopel, met in de takken een omgewende zittende aanziende kat van sabel.
Het wapen was zilver van kleur met daarop een groene boom. De boom stond op een eveneens groene ondergrond. In een van de takken aan de heraldisch rechterzijde een zwarte, zittende kat. De kat kijkt naar de toeschouwer. Door deze kat in een boom is het wapen een zogenaamd sprekend wapen, want de boom staat symbool voor een woud.

## Geschiedenis
Hoewel nooit officieel toegekend door de Hoge Raad van Adel is het wapen wel bij de gemeente in gebruik geweest. Er is een zegel bekend waarop het wapen staat afgebeeld. Het wapen wordt ook vermeld door Isaak Tirion in 1750. De Provinciale Noordhollandsche Courant van 10 september 1938 meldt dat het wapen is gebruikt op de defileervlag van de gemeente tijdens het regeringsjubileum van koningin Wilhelmina. Tevens meldt het bericht dat het wapen in 1566 door Philips II aan het dorp was toegekend, volgens een charter dat in het archief van de polder Katwoude berustte.
Abbekerk
· Akersloot
· Andijk
· Ankeveen
· Anna Paulowna
· Assendelft
· Avenhorn
· Barsingerhorn
· Beemster
· Beets
· Bennebroek
· Berkenrode
· Berkhout
· Bijlmermeer
· Blokker
· Bovenkarspel
· Broek in Waterland
· Broek op Langedijk
· Buiksloot
· Bussum
· Callantsoog
· De Rijp
· Egmond
· Egmond aan Zee
· Egmond-Binnen
· Graft
·  Graft-De Rijp
· 's-Graveland
· Groet
· Grootebroek
· Grosthuizen
· Haarlemmerliede
· Haarlemmerliede en Spaarnwoude
· Harenkarspel
· Heerhugowaard
· Hensbroek
· Hoogkarspel
· Hoogwoud
· Ilpendam
· Jisp
· Kalslagen
· Katwoude
· Koedijk
· Koog aan de Zaan
· Kortenhoef
· Krommenie
· Kwadijk
· Langedijk
· Leimuiden
· Limmen
· Marken
· Middelie
· Midwoud
· Monnickendam
· Muiden
· Naarden
· Nederhorst den Berg
· Nibbixwoud
· Niedorp
· Nieuwe Niedorp
· Nieuwendam
· Nieuwer-Amstel
· Noord-Scharwoude
· Noorder-Koggenland
· Obdam
· Oosthuizen
· Opperdoes
· Oterleek
· Oude Niedorp
· Oudendijk
· Oudkarspel
· Oudorp
· Petten
· Ransdorp
· Schardam
· Scharwoude
· Schellingwoude
· Schellinkhout
· Schermer
· Schermerhorn
· Schoorl
· Schoten
· Sijbekarspel
· Sint Maarten
· Sint Pancras
· Sloten
· Spaarndam
· Spaarnwoude
· Spanbroek
· Twisk
· Urk
· Ursem
· Veenhuizen
· Venhuizen
· Warder
· Warmenhuizen
· Waverveen
· Weesp
· Weesperkarspel
· Wervershoof
· Wester-Koggenland
· Westwoud
· Westzaan
· Wieringen
· Wieringermeer
· Wieringerwaard
· Wijdenes
. Wijdewormer
. Wijk aan Zee en Duin
· Wimmenum
· Winkel
· Wognum
· Wormer
· Wormerveer
· Zaandam
· Zaandijk
· Zeevang
· Zijpe
· Zuid-Scharwoude
· Zuid- en Noord-Schermer
· Zwaag

Dorpswapens:
Hauwert
· Volendam
· Zwaagdijk-West